# Federation of International Bandy
Federation of International Bandy (FIB) er det internationale forbund og dermed det styrende organ for sportsgrenen bandy på verdensplan. FIB blev stiftet den 12. februar 1955 i Stockholm af fire landes nationale bandyforbund: Norge, Sovjetunionen, Finland og Sverige. Forbundet har haft sæde i Sverige siden 1979, og det nuværende kontor er placeret i Katrineholm.
Forbundet hed oprindeligt International Bandy Federation (IBF) og bar dette navn i perioden 1957-2001. Det nuværende navn blev taget på opfordring af den Internationale Olympiske Komite (IOC), da IOC optog bandy på listen over anerkendte sportsgrene, fordi akronymet IBF allerede blev brugt af International Badminton Federation. I 2004 blev FIB fuldt godkendt af IOC.
Da FIB blev dannet i 1955, blev ensartede regler for bandy introduceret i hele verden. Indtil da havde forskellige regler været i anvendelse, specielt i Sovjetunionen. Verdensmesterskabet i bandy har været afviklet for mænd siden 1957 og for kvinder siden 2004.
Fra 2014 er Danmark medlem. Arkiveret 29. oktober 2014 hos  Wayback Machine

## Medlemmer
Nationale bandyforbund, der er (eller har været) medlemmer af Federation of International Bandy:
| Land          | Optaget | Udmeldt | Nationalt forbund                                      | Ekst. link                                      | Landshold                     | Bemærkning                |
| ------------- | ------- | ------- | ------------------------------------------------------ | ----------------------------------------------- | ----------------------------- | ------------------------- |
| Afghanistan   | 2012    |         | Afghanistans bandyforbund                              |                                                 |                               |                           |
| Argentina     | 2008    |         | Argentinas bandyforbund                                |                                                 |                               |                           |
| Armenien      | 2008    |         | Armeniens bandyforbund                                 |                                                 |                               |                           |
| Australien    | 2006    |         | Australian Bandy Federation                            |                                                 |                               |                           |
| Hviderusland  | 1999    |         | Belaruskaja federatsyja khakeja z mjatjam              |                                                 | Hvideruslands bandylandshold  |                           |
| Canada        | 1986    |         | Bandy Federation of Canada                             | Arkiveret 6. juli 2011 hos Wayback Machine      | Canadas bandylandshold        |                           |
| Danmark       | 2014    |         | Dansk Bandy Forbund                                    |                                                 |                               |                           |
| England       | 2010    |         | Englands bandyforbund                                  |                                                 |                               |                           |
| Estland       | 2002    |         | Eesti Jääpalliliit                                     | Arkiveret 13. juni 2011 hos Wayback Machine     | Estlands bandylandshold       |                           |
| Finland       | 1955    |         | Suomen Jääpalloliitto                                  | Arkiveret 5. januar 2010 hos Wayback Machine    | Finlands bandylandshold       | Stiftende medlem          |
| Holland       | 1973    |         | Bandy Bond Nederland                                   | Arkiveret 27. januar 2013 hos Wayback Machine   | Hollands bandylandshold       |                           |
| Indien        | 2002    |         | Bandy Federation of India                              |                                                 |                               |                           |
| Irland        | 2006    |         | Bandy Federation of Ireland                            |                                                 |                               |                           |
| Italien       | 2003    |         | Federazione Italiana Bandy                             |                                                 |                               |                           |
| Japan         | 2011    |         | Japans bandyforbund                                    | Arkiveret 3. december 2011 hos Wayback Machine  |                               |                           |
| Kasakhstan    | 1994    |         | Kazakhstans bandyforbund                               |                                                 | Kasakhstans bandylandshold    |                           |
| Kina          | 2010    |         | Kinas ishockeyforbund                                  |                                                 |                               |                           |
| Kirgisistan   | 2004    |         | Kirgistans bandyforbund                                |                                                 | Kirgistans bandylandshold     |                           |
| Letland       | 2006    |         | Latvijas Bendija Federācija                            | Arkiveret 30. marts 2010 hos Wayback Machine    | Letlands bandylandshold       |                           |
| Litauen       | 2008    |         | Litauens bandyforbund                                  |                                                 |                               |                           |
| Mongoliet     | 2002    |         | Mongoliets bandyforbund                                |                                                 | Mongoliets bandylandshold     |                           |
| Norge         | 1955    |         | Norges Bandyforbund                                    | Arkiveret 7. juni 2016 hos Wayback Machine      | Norges bandylandshold         | Stiftende medlem          |
| Polen         | 2005    |         | Polens bandyforbund                                    |                                                 |                               |                           |
| Rusland       | 1992    |         | Federatsija Khokkeja s Mjatjom Rossii                  | Arkiveret 21. august 2011 hos Wayback Machine   | Ruslands bandylandshold       | Efterfulgte Sovjetunionen |
| Schweiz       | 2006    |         | Fédération Suisse de Bandy                             | Arkiveret 29. oktober 2014 hos Wayback Machine  |                               |                           |
| Serbien       | 2006    |         | Serbiens bandyforbund                                  |                                                 |                               |                           |
| Sverige       | 1955    |         | Svenska Bandyförbundet                                 | Arkiveret 27. marts 2010 hos Wayback Machine    | Sveriges bandylandshold       | Stiftende medlem          |
| Sovjetunionen | 1955    | 1991    | Sovjetunionens bandyforbund                            |                                                 | Sovjetunionens bandylandshold | Stiftende medlem          |
| Tjekkiet      | 2014    |         | Česká asociace bandy                                   | Arkiveret 29. oktober 2014 hos Wayback Machine  |                               |                           |
| Tyskland      | 2013    |         | Deutscher Bandy-Bund                                   | Arkiveret 12. november 2013 hos Wayback Machine |                               |                           |
| Ukraine       | 2008    |         | Ukrainska federatsija khokeju z m'jatjem ta rink-bendi | Arkiveret 29. oktober 2020 hos Wayback Machine  |                               |                           |
| USA           | 1981    |         | American Bandy Association                             | Arkiveret 11. februar 2018 hos Wayback Machine  | USA's bandylandshold          |                           |
| Ungarn        | 1988    |         | Magyar Bandy Szövetség                                 | Arkiveret 21. juli 2011 hos Wayback Machine     | Ungarns bandylandshold        |                           |